# Yirol
Yirol è un centro abitato del Sudan del Sud, situato nello Stato dei Laghi Orientali.